# Yūji Horii
Yūji Horii (堀井 雄二 Horii Yūji?, 6 de enero de 1954) es un diseñador de videojuegos japonés, más conocido como el creador de la saga Dragon Quest.
Horii se graduó en el departamento de literatura de la Universidad de Waseda. Logró sobresalir en un concurso de programación de videojuegos patrocinado por Enix con un juego de computadora de tenis, lo que lo motivó para ser un diseñador de videojuegos. Sus trabajos incluyen los juegos de Dragon Quest, The PORTOPIA Serial Murder Case, y la saga Itadaki Street.
Horii fue el supervisor del juego para Super Nintendo Entertainment System, Chrono Trigger. Chrono Trigger tenía múltiples finales, y en uno de ellos aparece Horii junto al resto del personal.
Actualmente, Horii dirige su propia compañía de producción, Armor Project, que tiene un contrato exclusivo con Square Enix, originalmente establecido con Enix antes de que se fusionara con Square.